# Lohmannia lanceolata
Lohmannia lanceolata är en kvalsterart som beskrevs av Grandjean 1950. Lohmannia lanceolata ingår i släktet Lohmannia och familjen Lohmanniidae. Inga underarter finns listade i Catalogue of Life.